# Elezioni parlamentari in Iraq del 2018
Le elezioni parlamentari in Iraq del 2018 si sono svolte il 12 maggio. Esse sono state le seconde elezioni dal ritiro delle truppe americane dal Paese nel 2011. L'affluenza è stata inferiore al 50%.

## Contesto

### Processo elettorale
Le elezioni erano inizialmente previste per settembre 2017, ma furono rimandate per via del protrarsi della guerra civile contro lo Stato Islamico nelle regioni settentrionali del Paese. La guerra fu dichiarata conclusa ufficialmente il 9 dicembre 2017, consentendo la ripresa del processo elettorale e lo svolgimento delle elezioni il 12 maggio.

### Sistema elettorale
Il Parlamento iracheno consta di una camera bassa, la Camera dei rappresentanti, e di una camera alta, la Camera della federazione, tuttavia quest'ultimo non si è mai costituito pur essendo previsto dalla Costituzione.
La Camera dei rappresentanti annovera 329 componenti, eletti per un mandato di 4 anni mediante un sistema proporzionale plurinominale, in 18 circoscrizioni corrispondenti ai governatorati del Paese. I seggi sono ripartiti in proporzione ai voti con una quota del 25 % di seggi riservati alle donne (rispettata nelle precedenti elezioni del 2014).Dei 329 seggi, tuttavia, 9 sono riservati alle minoranze religiose o etniche, di cui 5 per i cristiani ed uno ciascuno per mandei, yazidi, shabak e curdi feyli (quest'ultima minoranza aggiunta dal Consiglio nel febbraio 2018).
Il diritto di voto si acquisisce a 18 anni. Possono essere elette le persone di almeno 30 anni in possesso di un diploma di istruzione superiore. Non possono candidarsi i membri attivi delle forze armate, così come le persone condannate per appropriazione di fondi pubblici o per crimini d'onore e gli ex quadri del partito Ba'th.

### Candidati
Tra i nuovi candidati vi è il giornalista Muntazar al-Zaydi, noto per aver lanciato le sue scarpe contro l'ex presidente americano George W. Bush nel dicembre 2008, candidatosi nella lista dell'Alleanza dei rivoluzionari riformisti di Muqtada al-Sadr e del Partito Comunista Iracheno, da lui descritta come una lista indipendente che vuole superare il confessionalismo.
Il 7 maggio 2018 il gruppo terroristico dello Stato Islamico ha rivendicato l'assassinio del candidato sunnita Faruq Zarzur al-Juburi.

## Risultati
| Leader | Leader            | Coalizione | Seggi |
| ------ | ----------------- | --- | ----- |
|        | Muqtada al-Sadr   | Saairun - Movimento Sadrista - Partito Comunista Iracheno - altri                                                       | 54    |
|        | Hadi Al-Amiri     | Alleanza di Fatah - Supremo Consiglio Islamico Iracheno - Organizzazione Badr - Blocco Al-Sadiqoun - Al-Fadhila - Islah | 47    |
|        | Haydar al-'Abadi  | Alleanza della Vittoria - Partito Islamico Da'wa (Abadi) - Movimento Ataa - Hirak - Congresso Nazionale Iracheno        | 42    |
|        | Nuri al-Maliki    | Coalizione dello Stato di Diritto - Partito Islamico Da'wa (Maliki)                                                     | 25    |
|        | Nechervan Barzani | Partito Democratico del Kurdistan                                                                                       | 25    |
|        | Ayad Allawi       | Al-Wataniya - Intesa Nazionale Irachena - Altri                                                                         | 21    |
|        | Ammar al-Hakim    | Movimento Nazionale della Saggezza - Partiti distaccatisi dal Supremo Consiglio Islamico Iracheno                       | 19    |
|        | Kosrat Rasul Ali  | Unione Patriottica del Kurdistan                                                                                        | 18    |
|        | Usama al-Nujayfi  | Mutahidun - Al-Hadba - Al-Hal - Partito Islamico Iracheno                                                               | 14    |
|        | Altri             | |       |
| Totale | Totale            | Totale | 329   |

## Formazione del governo
I risultati elettorali videro al primo posto il Partito sadrista Saarun, con 54 seggi su 329, e Muqtada al-Sadr fu incaricato di formare un governo di coalizione. La Costituzione stabilisce un tempo massimo di tre mesi per formare un nuovo governo, durante il quale l'Iran e gli Stati Uniti intervennero nelle trattative ciascuno per la propria parte, affinché si formasse un governo a loro favorevole. La vittoria di al-Sadr fu contestata dagli altri partiti portando alla richiesta del riconteggio dei voti, che avvenne ufficialmente il 6 giugno 2018 da parte del Parlamento e del Primo ministro uscente Haydar al-'Abadi; il 10 giugno si verificò un incendio doloso in un edificio in cui erano conservate le schede elettorali, nelle more che la Corte suprema disponesse, il 21 giugno, il riconteggio delle schede, sebbene il 24 giugno i nuovi giudici della commissione elettorale stabilirono che il riconteggio sarebbe stato soltanto parziale. Il riconteggio dei voti terminò in agosto, modificando l'attribuzione di un solo seggio (a vantaggio dell'Alleanza Fatah).
Intanto il 12 giugno la corrente sadrista annunciò un accordo di coalizionee con l'Alleanza Fatah di Hadi al-Ameri, vicino all'Iran, che aggiungendosi a quelli con l'Alleanza della saggezza nazionale di Ammar al-Hakim e con il partito Al-Wataniya di Iyad Allawi consentiva di arrivare a un totale di 141 seggi su 329.
L'accordo fu seguito il 23 giugno dall'ingresso in coalizione del gruppo del premier uscente Abadi, ma l'8 settembre, a seguito di rivolte a Bassora, il movimento sadrista e la coalizione Fatah invocarono le dimissioni di Abadi. 
Infine il 25 ottobre 2018 fu nominato premier Adil Abd al-Mahdi, capo del partito sciita filoiraniano Supremo Consiglio Islamico Iracheno ed appoggiato dalle milizie iraniane Hashd al-Shaabi, mentre Muqtada al-Sadr, come capo delle milizie sciite nazionaliste Brigate della pace (non legate all'Iran), nell'autunno 2019 cavalcò l'ondata di rivolte anti-governative chiedendo le elezioni anticipate e rivendicando il governo.